# Susie Bright
Susannah « Susie » Bright, également connue sous le pseudonyme de Susie Sexpert, née le 25 mars 1958, est une féministe, auteure, journaliste, critique, éditrice et productrice américaine, souvent au sujet de la sexualité. Elle est l'une des premiers auteurs et activistes connus en tant que féministes pro-sexe.